# Корабль-черепаха
Кора́бль-черепа́ха, кобуксо́н (кор. 거북선?, 거북船?) — большой, предположительно бронированный военный корабль Корейского флота времён династии Чосон (между XV и XVIII веками), принадлежавший классу корейских военных кораблей под названием пханоксон. Наиболее известна конструкция корабля, выполненная корейским адмиралом Ли Сунсином, который доработал более ранние модели, сделав кобуксон одним из главных средств ведения морских боёв во время Имдинской войны с Японией.
Первые записи о кобуксонах были сделаны между 1413 и 1415 гг. в «Анналах династии Чосон». Эти корабли исполняли тогда функции таранов и использовались против чжурчжэньских и японских пиратов. Позднее, ввиду относительно спокойного в военном плане положения дел в Корее, эти первые кобуксоны долго не использовались.
После восстановления адмиралом Ли корабли-черепахи, вооружённые пушками пяти разных видов, использовались как в ходе Имдинской войны между Кореей и Японией, так и впоследствии в других конфликтах.

## История

### Постройка
Впервые кобуксон упоминается в «Анналах  династии Чосон» в 1413 году.
Согласно Нанджон Ильги, одному из личных дневников Ли Сунсина, он решил восстановить корабль в 1591 году после серии консультаций со своими соратниками. Через год после этого корабль был спроектирован. Дневники адмирала Ли, а также книга «Ханнок», написанная его племянником Ли Буном (李芬), содержат детали конструкции, журнал постройки и описание использования корабля. Руководил инженерной частью строительства корабля инженер На Дэён (羅大用).
После года проектирования и постройки, первый корабль-черепаха конструкции Ли Сунсина был построен и спущен на воду 27 марта 1592 года. Испытания новых пушек с радиусом действия от 300 до 500 метров прошли 12 марта того же года, за день до битвы при Тэдэджине.

### Использование
Ли Сунсин восстановил корабль-черепаху в качестве корабля для ближнего боя, в котором предполагалось таранить и, таким образом, топить вражеские корабли. В ходе боя кобуксон направлялся прямо на строй неприятельских кораблей и разрывал линию их обороны. После тарана кобуксон, по предположению военных историков, устраивал артиллерийскую атаку. Из-за этой тактики японцы называли кобуксоны мэкурабун (яп. 目蔵船, слепой корабль). Такое использование кобуксонов было зафиксировано в битве у Танпхо, битве при Окпхо и в Сачхонской битве 1592 года.
Историки, считающие, что корабль действительно обладал бронёй, предполагают, что главным её тактическим назначением была защита от абордажа — абордажные крючья не могли зацепиться за поверхность корабля, а острые шипы, торчавшие из железных пластин, не позволяли высадиться на корабль абордажной команде противника. Кроме того, броня могла защищать корабль от ущерба, наносимого стрелами и пулями и снижала урон от артиллерии. Часто, как, например, в битве при Норянчжине, кобуксоны использовались в засадах.
Считается, что корабли-черепахи сыграли важную роль в победе Кореи в Имджинской войне, однако эта роль часто преувеличивается корейскими историками. Во время вторжения Хидэёси в составе корейского флота было всего от трёх до шести кораблей-черепах, а основную ударную силу составляли паноксоны. Увеличить флот кобуксонов в то время было очень сложно, так как корабли были очень дороги и сложны для постройки.

## Конструкция
Известно несколько различных вариантов конструктивного исполнения корабля, однако в основном представляли собой корабли длиной 30—37 м. Возможно, корпус сверху был покрыт металлическими пластинами шестиугольной формы, увенчанными острыми шипами. Спереди корабля располагалась драконья голова. Как и стандартный пханоксон, корабль-черепаха имел две мачты и два паруса. Кроме них существовала возможность приводить корабль в движение при помощи вёсел. Удачная конструкция повышала манёвренность — кобуксон мог развернуться практически на месте. На каждом из бортов корабля располагалось по 10 вёсел и 11 пушек, иногда ставили пушку и во рту драконьей головы. Ещё две пушки располагались в носовой и кормовой частях корабля, что позволяло вести огонь сразу по всем направлениям. Экипаж состоял обычно из 50-60 бойцов и 70 гребцов. Корабль имел U-образное поперечное сечение, как и стандартный пханоксон. Это позволяло сохранять остойчивость при стрельбе из пушек, однако такая форма ограничивала скорость корабля (в отличие от судов с V-образной формой). На картине, найденной в старом японском храме, корабли-черепахи изображались в виде трёхэтажных конструкций, достаточно больших даже по сравнению с современными кораблями. На верхнюю палубу ставились пушки, на средней располагались лучники, а на нижней — гребцы. Также на этом изображении имеются рычаги, назначение которых неясно, однако предполагается, что они использовались для откачивания воды и тушения пожаров, нередких на деревянных кораблях того времени.

### Броня

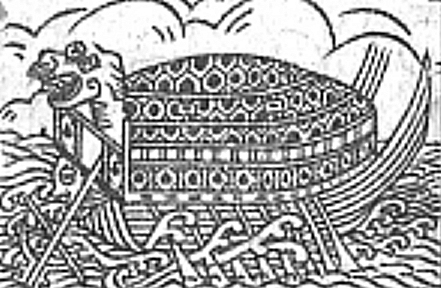
Первое изображение кобуксона, 1795 год.

Поздние модификации корабля-черепахи примечательны прежде всего тем, что их корпус, по мнению некоторых исследователей, был обшит железными пластинами, образуя подобие брони. Она могла состоять из шестиугольных железных пластин, каждая из которых снабжалась острым шипом, предназначенным прежде всего для защиты от абордажа — излюбленного метода ведения морского боя в то время. Помимо защиты от абордажных крюков, железные пластины также предохраняли корабль от стрел и пуль. 
Впрочем, даже если пластины и имелись в наличии, это не позволяет считать кобуксоны первыми в мире броненосцами, как это делают некоторые исследователи: толщина брони, с учётом уровня развития металлургии средневековой Кореи и прочих соображений, не могла быть значительной; наиболее вероятно, что сравнительно тонкие, от нескольких до десятка миллиметров, листы железа просто предохраняли корабль от зажигательных средств. Обшитые же металлом для предохранения от возгорания гребные и парусные военные корабли известны ещё в римскую эпоху, а также в средневековой Европе. Во-вторых, броненосцем именуется вполне определённый тип мореходного корабля с механическим двигателем, обеспечивающим ему приемлемую для участия в эскадренном бою в открытом море подвижность и маневренность. Кобуксон же в лучшем случае может претендовать на роль блиндированной канонерской лодки береговой обороны или плавучей батареи.
Большинство исследователей, однако, сомневается в наличии брони на кобуксонах, так как нет однозначных свидетельств того, что корпус корабля действительно покрывали железными пластинами. Имеющий отношение к делу материал можно почерпнуть только в двух источниках — корейских и японских военных летописях XVI века.

### Корейские источники
В корейских источниках упоминаний о броне крайне мало. Эти упоминания расплывчаты и не содержат деталей:
Ли Сунсин не упоминает о железных пластинах на кобуксоне в своих военных дневниках, хотя в рапорте, написанном 14 июня 1592 года он один раз говорит о «железных шипах», торчащих из верхней палубы:

…под угрозой возможного вторжения японцев, я построил корабль-черепаху с драконьей головой, установленной на носу. Через пасть драконьей головы можно производить артиллерийский залп. Верхняя палуба усеяна железными шипами (против вражеской абордажной команды). Экипаж корабля может наблюдать за неприятелем, при этом оставаясь невидимым извне.

Ли Бун, племянник Ли Сунсина и очевидец Имджинской войны, кратко упоминает в своей автобиографии, что верхняя палуба была покрыта пластинами с заострёнными шипами, однако не приводит деталей о форме, размерах и материале этих пластин.

### Японские источники
В одной из японских записей о морских сражениях в Корее приводится с позиции японских военачальников описание битвы, датированной 9 июля 1592 года. В этих записях сказано:

…Около восьми часов утра флот неприятеля (Ли Сунсина), составленный из 58 больших и 50 малых кораблей, начал атаку. Три корабля были «слепыми» кораблями (кораблями-черепахами), покрытыми железом.

Этот текст, впрочем, относится к событиям, наступившим спустя три недели после описания Ли Сунсина и не содержит детального описания кобуксона, его брони и железных шипов.

### Более поздние источники
Так как нет изображений кобуксона, сделанных с натуры, первым изображением считается иллюстрация в «Полном собрании сочинений Ли Сун Сина», составленном в 1795 году (спустя два века после смерти адмирала). Иллюстрация идёт вразрез с данными из военных журналов: хотя шестиугольная структура палубы говорит в пользу наличия брони, отсутствие шипов вызывает сомнения в достоверности этого изображения.

## Вооружение

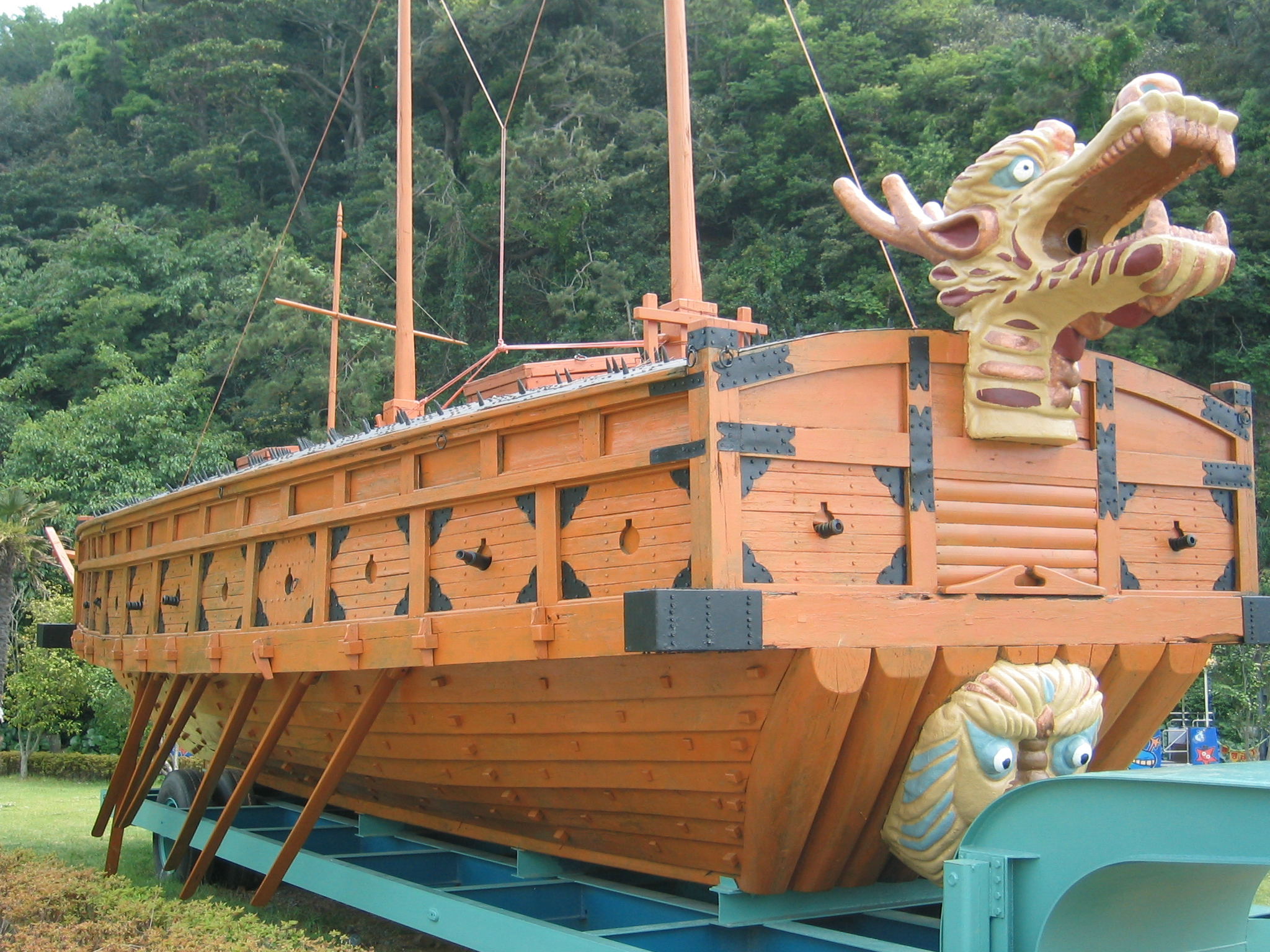
Восстановленный кобуксон

На корабль в носовой его части устанавливали драконью голову. Существует несколько различных версий использования этой головы на кобуксонах. Одна из версий предполагает использование головы в качестве инструмента устрашения неприятельских сил. По другой версии, в ней располагалась трубка, по которой в пасть дракона подавался едкий дым, создаваемый смесью серы и селитры. Дым был призван ухудшить видимость и играл роль дымовой завесы.
В личных дневниках адмирала Ли Сунсина можно найти запись о том, что в пасти дракона можно спрятать пушку.

### Пушки
Кобуксон мог нести на борту более 30 пушек. Обычно корабль оснащался одиннадцатью бойницами по каждому борту и двумя спереди и сзади. Различные версии корабля имели вооружение от 24 до 36 пушек. Благодаря тому, что пушки располагались по всему периметру корабля, стрельба могла вестись в любом направлении.
На вооружении стояло пять типов пушек: Чхон («Небо»), Чи («Земля»), Хён («Чёрный»), Хван («Коричневый») и Сын («Победа»). Пушка типа Сын была самой лёгкой и стреляла на 200 метров, а Чхон, сконструированная талантливым корейским инженером Ли Чансоном, была самой мощной (дальнобойность 600 метров). Пушки Хён и Хван были пушками среднего класса и обычно стреляли не ядрами, а огненными стрелами.
Мощное артиллерийское вооружение корабля было одним из его основных преимуществ, позволявших разрушать японские корабли с большой дистанции.

## Современные реконструкции

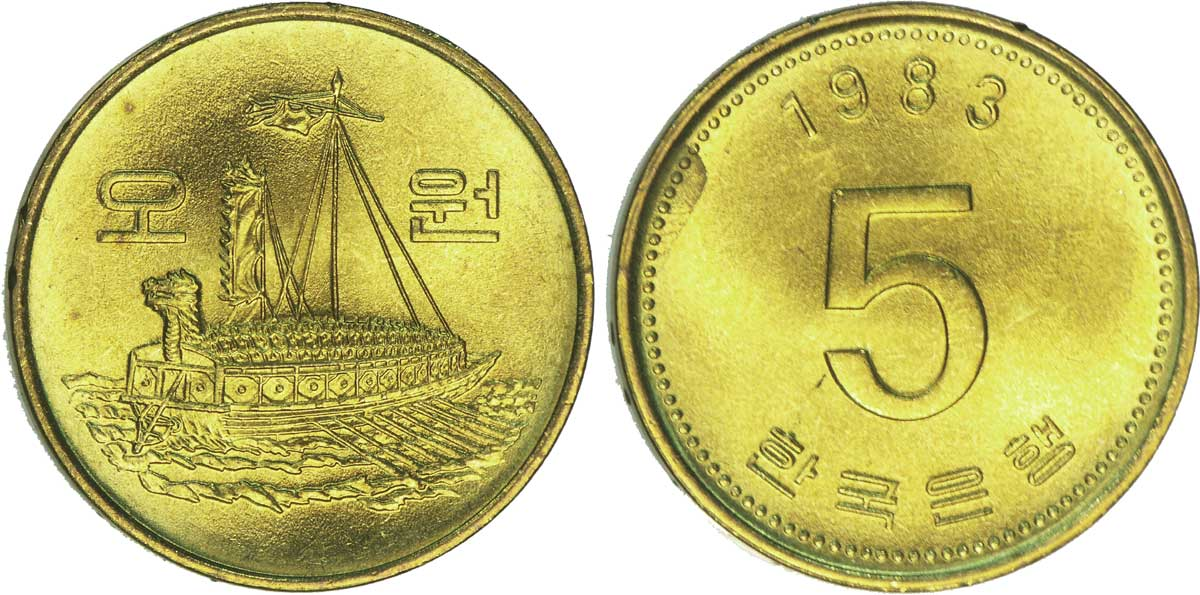
Корабль-черепаха на аверсе монеты

В XX веке было построено несколько кобуксонов, в исследовательских и коммерческих целях. «Центр исследований кобуксона» (кор. 거북선연구원), частная коммерческая организация, провела ряд исследований изначальной конструкции корабля, после чего построила для коммерческого использования несколько образцов, максимально приближенных к оригиналу. Эти современные кобуксоны использовались для съёмок южнокорейского сериала «Бессмертный Ли Сунсин» (кор. 불멸의 이순신). Макеты кобуксона в натуральную величину находятся в нескольких южнокорейских музеях, а возле Йосу на воду спущен действующий корабль, открытый для посещения туристами. Кобуксон сегодня является одним из самых популярных сувениров в стране.

## В современной культуре

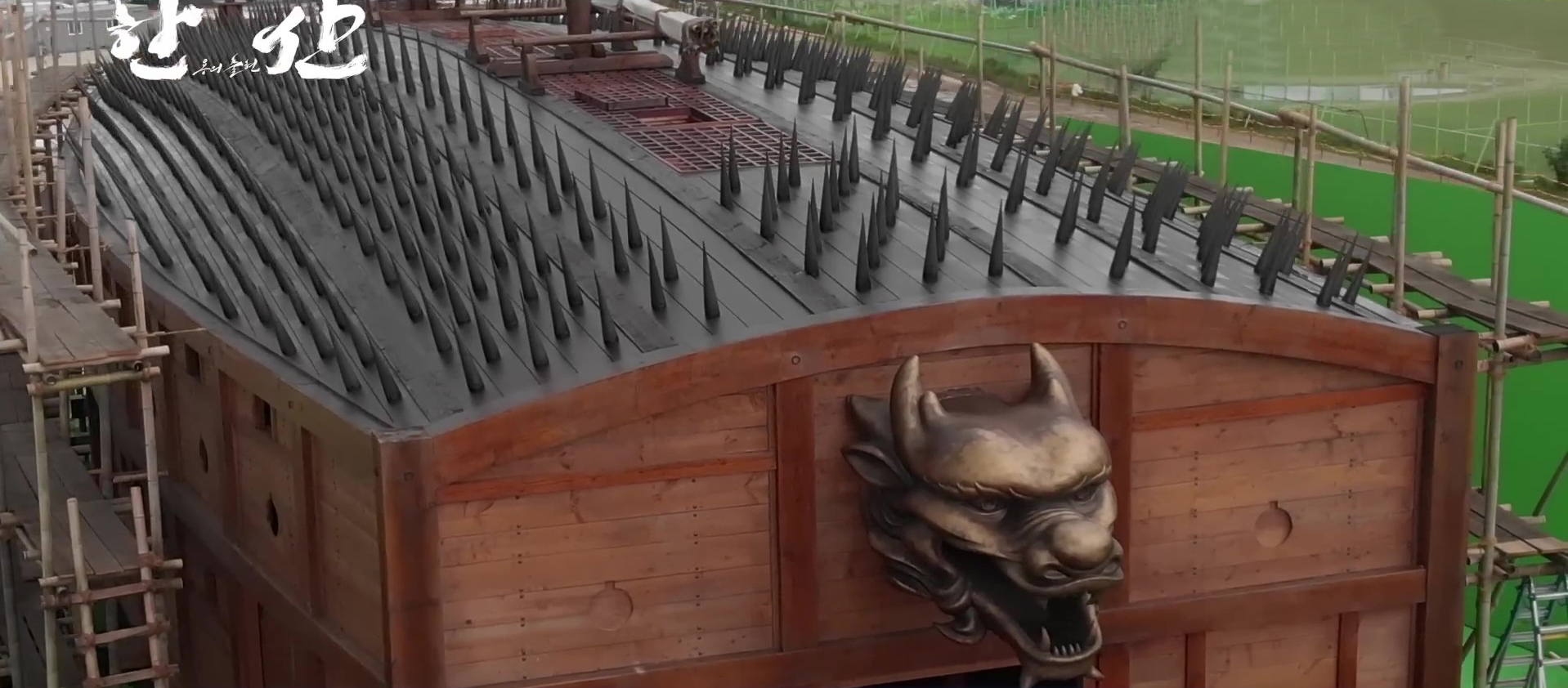
Макет корабля-черепахи, построенный для фильма «Битва у острова Хансан» (2022)

### В кинематографе
Образ кобуксонов воплощён в кинотрилогии южнокорейского постановщика Ким Ханмина о значимых эпизодах Имдинской войны. В фильмах серии, в которую входит три картины («Битва за Мён Рян» (2014), «Битва у острова Хансан» (2022), и «Битва в проливе Норян» (2023), так или иначе изображена решающая для морских сражений роль кобуксонов. В фильмах обыгрываются боевые качества судна при грамотном применении: преимущества корабельных пушек, использование головы дракона в качестве тарана, а также для устрашения воинов противника, поднятие морального духа корейцев при вступлении «черепах» в бой и прочее.

### Прочее
Изображение одного из кобуксонов, относящихся к типу «Кви Сун» (1592 г.), встречается на серии почтовых марок, выпущенной в КНДР.
Корабли нашли отражение и в современном западном искусстве — в частности в компьютерных играх, таких как Age of Empires II: The Conquerors, Navy Field, Пираты Онлайн, Sid Meier’s Civilization V и Black Desert Online